# John George Children
John George Children est un chimiste, un minéralogiste et un zoologiste britannique, né le 18 mai 1777 à Ferox Hall, (Tonbridge) et mort le 1er janvier 1852 à Halstead dans le Kent.

## Biographie
Après des études au Queen's College de Cambridge, il entre comme bibliothécaire au département des Antiquités du British Museum. En 1822, il succède à William Elford Leach (1790-1836) comme responsable du département d’histoire naturelle où il ravit le poste à William Swainson (1789-1855).
En 1837, le département est divisé en trois parties et il hérite de la direction du département de zoologie, fonction qu’il conserve jusqu’à sa retraite et est alors remplacé par John Edward Gray (1800-1875), son assistant.
Children devient membre de la Royal Society en 1807 et en est son secrétaire en 1826, puis de 1830 à 1837.
Gray lui dédie le python de Children (Antaresia childreni  (Gray, 1842)). William Henry Sykes (1790-1872) nomme un poisson de l’Inde péninsulaire, Silonia childreni (Sykes, 1839). Un minéral, la childrenite, a également reçu son nom. Sa fille, Anna (1799-1871), sous son nom de femme mariée Anna Atkins, réalisera le premier livre illustré de cyanotypes.
Children joue un rôle important dans l'histoire de la conchyliologie (sous science des coquillages) en faisant réaliser par sa fille, Anna Atkins (1799-1871), les illustrations figurant dans la traduction de l'œuvre de Jean-Baptiste de Lamarck (1744-1829), sous le titre de "Lamarck's genera of shells" qui paraît de 1822 à 1824 dans Quarterly Journal of Science et qui sera réédité sous le titre de Lamarck's genera of shells translated from the French en 1823 à Londres. Lamarck, devenu aveugle, n'ayant pu fournir d'illustration pour les genres qu'il avait créé, Children fournit ainsi un type pour chacun d'entre eux. Anna Atkins est également célèbre pour ses publications sur les algues.

## Note
1. ↑  Voir Dance (1966) : 117-118.